# Уркису, Хуан
Хуан Хосе Уркису Сустаэта (исп. Juan José Urquizu Sustaeta; 24 июня 1901 года, Ондарроа, Королевство Испания — 22 ноября 1982 года, Ондарроа, Испания) — испанский футболист и тренер. Четырёхкратный чемпион Испании, семикратный обладатель кубка Испании.

## Карьера
Хуан Уркису родился в Ондаррое и играл в качестве защитника за «Осасуну», «Реал Мадрид», «Атлетик Бильбао» и «Баракальдо». В 1929 году он один раз сыграл в сборной Испании.
Хуан Уркису тренировал «Атлетик Бильбао», «Баракальдо», «Реал Овьедо», «Реал Мурсия», «Леванте», «Оренсе» и «Алавес». Он выигрывал Ла Лигу и Кубок Испании в качестве игрока и тренера «Атлетика Бильбао».

## Личная жизнь
Его сын Луис также был футболистом. Хуан и Луис Уркису являются родственниками Андера Гаритано и Гаиска Гаритано. Гаиска также руководил «Атлетик Бильбао», как и сам Хуан Уркису.

## Достижения

### Как игрок
- Чемпион Испании: 1929/30, 1930/31, 1933/34

- Победитель Кубка Испании: 1930, 1931, 1932, 1933

### Как тренер
- Чемпион Испании: 1942/1943
- Победитель Кубка Испании: 1943, 1944, 1944/45